# Chilkoot Inlet
De Chilkoot Inlet is een inham in de Alaska Panhandle in het zuidoosten van Alaska in de Verenigde Staten.

## Geografie
Het Lynn Canal splitst zich aan het noordelijk uiteinde in twee noordwaarts gaande takken: de Chilkat Inlet is de westelijke tak en de Chilkoot Inlet de oostelijke tak. De twee worden van elkaar gescheiden door het Chilkat Peninsula. Op het schiereiland liggen de plaatsen Haines en Mud Bay aan de inham. Aan de noordkant van het schiereiland rijzen de Takshanuk Mountains op.
In het noordwesten van de inham mondt de Chilkoot River erin uit. Een zijtak van de Chilkoot Inlet is de Taiya Inlet die verder noordwaarts voert. Beide inhammen zijn onderdeel van de Inside Passage.
Het waterlichaam ligt in de mariene ecoregio Noord-Amerikaans Pacifisch Fjordland.

## Geschiedenis
De inham werd voor het eerst in kaart gebracht in 1794 door Joseph Whidbey, kapitein van HMS Discovery tijdens de expeditie van George Vancouver van 1791-1795.

## Gebruik
De inham wordt onder andere gebruikt voor maritiem transport (zoals de Alaska Marine Highway) naar Skagway.